# Chánh Lộ
Chánh Lộ là một phường thuộc thành phố Quảng Ngãi, tỉnh Quảng Ngãi, Việt Nam.
Phường Chánh Lộ có diện tích 2,51 km², dân số năm 1999 là 11.108 người, mật độ dân số đạt 4.426 người/km².

## Kinh tế
Năm 2012, hoạt động sản xuất công nghiệp - tiểu thủ công nghiệp, thương mại - dịch vụ của phường phát triển khá và có chiều hướng tăng trưởng mạnh; tổng giá trị sản xuất công nghiệp - tiểu thủ công nghiệp của phường đạt 90 tỷ đồng, tăng hơn 7% so với năm 2011.